# Wrightsville (Géorgie)
Pour les articles homonymes, voir Wrightsville.
La ville américaine de Wrightsville est le siège du comté de Johnson, dans l’État de Géorgie.

## Démographie
| 1880 | 1890 | 1900  | 1910  | 1920  | 1930  |
| ---- | ---- | ----- | ----- | ----- | ----- |
| 272  | 479  | 1 127 | 1 389 | 1 476 | 1 741 |

| 1940  | 1950  | 1960  | 1970  | 1980  | 1990  |
| ----- | ----- | ----- | ----- | ----- | ----- |
| 1 760 | 1 750 | 2 056 | 2 106 | 2 526 | 2 331 |

| 2000  | 2010  | - | - | - | - |
| ----- | ----- | - | - | - | - |
| 2 223 | 2 195 | - | - | - | - |

Lors du recensement de 2000, sa population s’élevait à 2 223 habitants.

## Source
- (en) Cet article est partiellement ou en totalité issu de l’article de Wikipédia en anglais intitulé « Wrightsville, Georgia » (voir la liste des auteurs).